# Leila Lopes (actrice)
Leila Gomes Lopes (São Leopoldo, 19 november 1959 - São Paulo, 3 december 2009) was een Braziliaans actrice, model, journaliste en   televisiepresentatrice.
Lopes werd in 1990 journaliste bij de televisiezender Rede Globo. In 1991 begon ze haar werk als actrice in soapseries. Tweemaal verscheen Lopes in Playboy Magazine, namelijk in maart 1997 en, na werk voor de pornografische filmmaatschappij Brasileirinhas, in mei 2008. Haar laatste presenteerwerk was voor het televisieprogramma Entre 4 Paredes com Leila Lopes.

## Filmografie

### Televisie
- O Guarani (1991) als Severina
- Despedida de Solteiro (1992) als Carol
- Renascer (1993) als Professora Lu
- Tropicaliente (1994) als Olívia
- O Rei do Gado (1996) als Suzane
- Malhação (1997) als Rosa
- Marcas da Paixão (2000) als Creuza

### Pornografische films
- Pecados & Tentações (2008) als Marlene
- Pecado sem Perdão (2009) als Marlene
- Pecado Final (2009) als Marlene
- A Última Enterrada (2009)